# Tjalling van der Goot
Tjalling van der Goot (Leeuwarden, 14 februari 1967) is een Nederlandse strafrechtadvocaat verbonden aan advocatenkantoor Anker & Anker.

## Biografie
Van der Goot groeide op in Grouw (Grou) en behaalde in 1986 zijn diploma aan het Stedelijk Gymnasium Leeuwarden. Hierna studeerde hij rechtsgeleerdheid aan de Rijksuniversiteit Groningen en specialiseerde zich in straf- en privaatrecht. Hij was reserve-officier tijdens zijn militaire diensttijd bij de Koninklijke Landmacht.
In 1994 werd hij advocaat, en sinds 1999 is hij werkzaam bij Anker & Anker Strafrechtadvocaten. Hij was ook lid van deze maatschap die in 1991 werd opgericht door de advocatentweeling Wim en Hans Anker. In 2012 werd hij genomineerd voor de duidelijketaalprijs van het Taalcentrum-VU. In 2016 werd hij genomineerd voor meest gewaardeerde advocaat. In 2018 werd hij door collega-advocaten gekozen tot Parel van de Balie als hét voorbeeld voor alle advocaten. Na het vertrek bij het kantoor van de advocaten  Hans en Wim Anker vanwege pensioen op 1 januari 2022 is hij enig eigenaar van het kantoor.

## Specialisatie
Van der Goot behandelt allerlei soorten strafzaken, met speciale aandacht voor geweldszaken (waaronder levensdelicten), opiumdelicten (m.n. hennepkwekerijen), verkeersrecht (waaronder ernstige verkeersongevallen) en zedenzaken. Hij is landelijk bekend door onder andere het verdedigen van Robert M. in de Amsterdamse zedenzaak; Sander V., de verdachte van de moord op Milly Boele; Johnny B, de brandstichter van 't Zand; en Patrick Soultana, de wegens tweevoudige moord in 2013 tot levenslang veroordeelde. In de Cuijkse zedenzaak verdedigde hij Frank R., die beschuldigd werd van grooming, verkrachting, ontucht met tien slachtoffers en het maken van kinderporno.
Van der Goot stond Alex O. bij die bekendstond als de Jumbo-bomber en die werd veroordeeld tot tien jaar cel wegens afpersing van Jumbo-supermarkten door het plaatsen van explosieven bij diverse supermarkten. Andere bekende zaken van hem zijn het mestsilodrama waarbij in 2013 drie dodelijke slachtoffers vielen in een mestsilo in Makkinga en de zogeheten Kelderbrand in Leeuwarden.
In 2018 verdedigde hij 33 'blokkeerfriezen' die een tal bussen met betogers tegen Zwarte Piet tegenhielden door de A7 bij Joure te blokkeren op de dag van de landelijke Sinterklaasintocht. De door hem verdedigde eigenaar van een klipper waarvan een mast afbrak in de haven van Harlingen (drie doden) en de voetbalvereniging sc Twijzel waarbij een dug-out instortte (één dode) werden vrijgesproken van dood door schuld. Hij verdedigde verder onder meer de Amerikaan James B. in de Rotterdamse zedenzaak en enige tijd de verdachte van de moord op advocaat Derk Wiersum. Ook was hij advocaat van 12 jongens die op Oudejaarsavond 2020 in het centrum van Joure een carbidkanon tot ontploffing brachten.
Hij maakt ook deel uit van de advocatenpoule voor de politie, een lijst van gespecialiseerde advocaten die politieambtenaren bijstaan die worden verdacht van een strafbaar feit. Zo stond Van der Goot onder meer de agent bij die verdacht werd van poging tot doodslag op de 16-jarige tractorbestuurder Jouke tijdens boerendemonstraties in juli 2022 in Heerenveen. De agent schoot toen; de kogel kwam in de deurstijl van de cabine terecht.

## Overige activiteiten
Naast zijn werk is Van der Goot sinds het jaar 2000 bestuurslid van de Commissie Strafrecht in het arrondissement Noord-Nederland. Op het gebied van strafrecht en strafvordering schrijft hij voor diverse handboeken, verzorgt hij samen met kantoorgenoot Jan Boksem vele cursussen op het gebied van strafrecht voor advocaten in het hele land en geeft hij regelmatig lezingen.
Bij Omrop Fryslân is sinds 2012 maandelijks zijn Friestalige column te beluisteren in het programma Buro de Vries. De campagne Praat mar Frysk van de Afûk wordt door hem ondersteund om mensen de meerwaarde te laten zien van meertaligheid. Hij pleit ook soms in de Friese taal.
Tjalling van der Goot is tevens bestuurslid van de Koninklijke Zeilvereeniging Oostergoo in Grou, voorzitter van de Stichting Zeilsport Grou, bestuurslid van de Afûk en van diverse andere verenigingen. Hij maakt ook deel uit van de Heeren Zeventien Friesland.